# Bota de Oro 2015-16

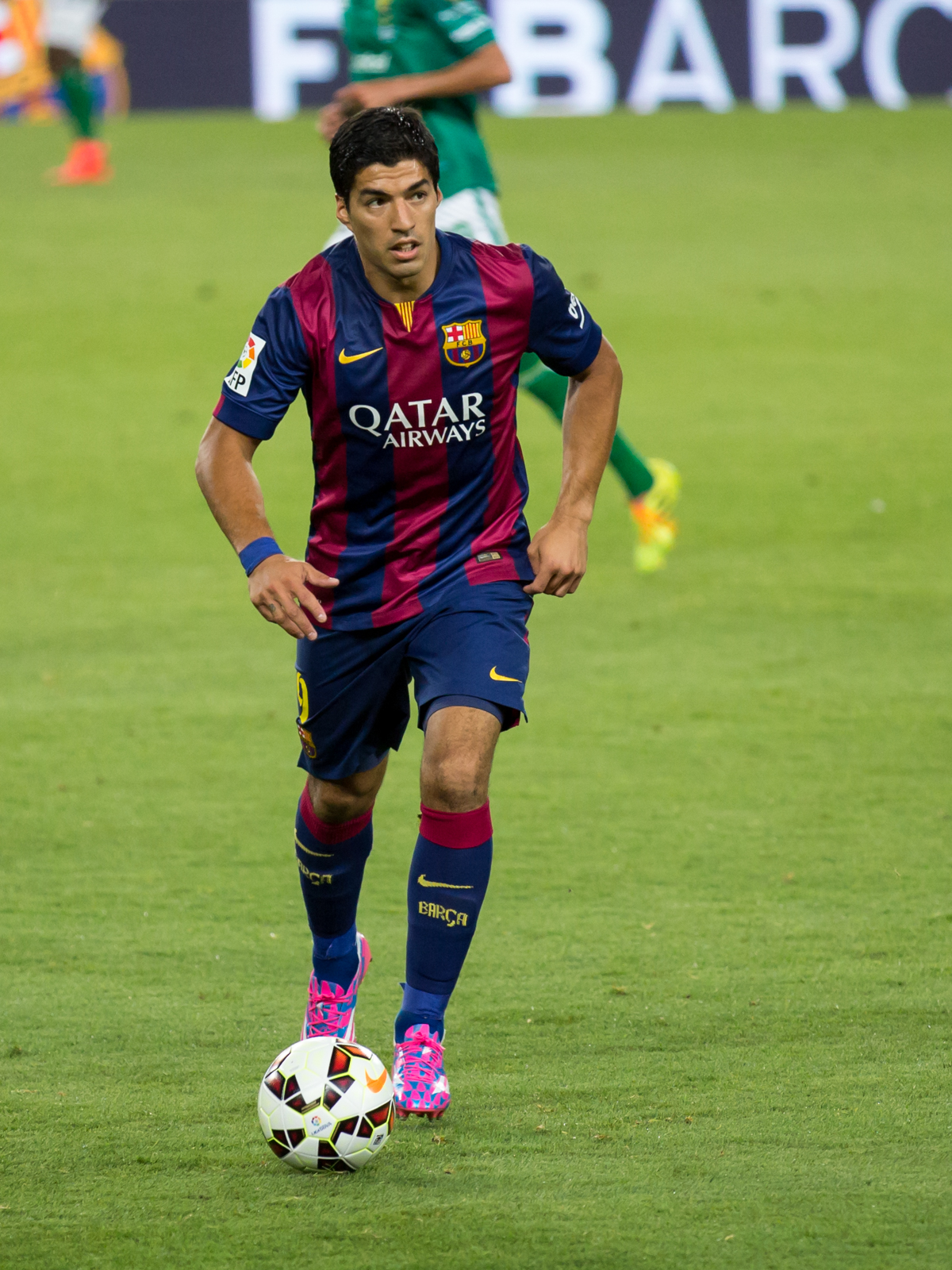
Luis Suárez ganador del premio en 2015-16.

La Bota de Oro 2015-16 fue un premio entregado por la European Sports Magazines al futbolista que logró la mejor puntuación luego de promediar los goles obtenidos en la temporada europea. El ganador de este premio fue el jugador uruguayo Luis Suárez por haber conseguido 40 goles en la Primera División de España. Contando esta, Suárez logra hacerse con este galardón dos veces, al igual que Eusébio, Gerd Müller, Dudu Georgescu, Fernando Gomes, Ally McCoist, Mário Jardel, Thierry Henry y Diego Forlán. Además, queda sólo a dos de los máximos ganadores de este galardón, Lionel Messi y  Cristiano Ronaldo

## Resultados
| #  | Jugador            | Años | Club                | Liga           | Partidos | Goles | Promedio | Pts por Gol | Pts Total |
| -- | ------------------ | ---- | ------------------- | -------------- | -------- | ----- | -------- | ----------- | --------- |
| 1. | Luis Suárez        | 29   | FC Barcelona        | Liga BBVA      | 35       | 40    | 1.14     | 2           | 80        |
| 2. | Gonzalo Higuaín    | 28   | S. S. C. Napoli     | Serie A        | 35       | 36    | 1.03     | 2           | 72        |
| 3. | Cristiano Ronaldo  | 31   | Real Madrid CF      | Liga BBVA      | 36       | 35    | 0.97     | 2           | 70        |
| 4. | Zlatan Ibrahimović | 34   | Paris Saint-Germain | Ligue 1        | 31       | 38    | 1.23     | 1.5         | 57        |
| 5. | Lionel Messi       | 28   | FC Barcelona        | Liga BBVA      | 33       | 26    | 0.79     | 2           | 52        |
| 6. | Harry Kane         | 23   | Tottenham Hotspur   | Premier League | 38       | 25    | 0.66     | 2           | 50        |